# Гарольд Макміллан
Гарольд Макміллан (англ. Harold Macmillan, 1894—1986; з 1984 1-й граф Стоктонський, англ. 1st Earl of Stockton), британський політик-консерватор, 65-й прем'єр-міністр Великої Британії з 1957 по 1963 р. Власник видавництва Macmillan Publishers.
Почесний член Британської академії (1981).

## Біографія
Депутат Палати громад з 1924 р. 1945 року міністр авіації (у кабінеті Черчилля), у 1954—1955 рр. міністр оборони, у 1955 р. — міністр закордонних справ, у 1955—1957 рр. — канцлер скарбниці. Після відставки сера Ентоні Ідена обраний лідером Консервативної партії й автоматично призначений королевою на прем'єрську посаду.
На цій посаді зробив внесок до боротьби за ядерну безпеку Великої Британії та ядерне роззброєння; він уклав із США угоду про доступ Британії до американських ядерних ракет і брав участь у розробці договору із США та СРСР про часткову заборону випробувань (1963; перша спроба у 1960 р. не вдалася через політ Гері Паверса). За це Шарль де Голль наклав вето на прийняття Великої Британії до ЄЕС, оскільки боявся проникнення американської ядерної зброї до Європи.
За нього відбулось потужне економічне зростання; у 1959 р. консерватори домоглись значної більшості у Палаті громад, й Макміллан вимовив знамениту фразу, звертаючись до виборців: так добре вам ще не бувало!
У 1960 році Макміллан вирушив з офіційним візитом до Африки, відвідав Гану, Нігерію та Родезію. А виступаючи 3 лютого 1960 року у Кейптауні, оголосив, що «над цим континентом віє „вітер змін“. І Велика Британія змушена на це зважати». Після цього, у 1960 році, більшість африканських колоній здобули незалежність, тому цей рік у літературі заведено називати «роком Африки».
Відомий був жорстким стилем керівництва, згодом перейнятим Маргарет Тетчер; у 1962 р. змінив увесь свій кабінет (так звана британська Ніч довгих ножів).
Положення кабінету було сильно затьмарене справою Проф'юмо (див. Проф'юмо Джон Денніс); але за рік до поразки консерваторів на виборах Макміллан пішов у відставку, оскільки йому був поставлений діагноз раку простати у безповоротній стадії. Проте діагноз виявився помилковим, і він прожив після того ще 23 роки.
У 1984 році Макміллану було дароване спадкове перство і графський титул, спадкоємцем якого став його старший син Моріс, також відомий політик, проте лише за місяць син помер. Після смерті Гарольда Макміллана у 1986 році 2-м графом Стоктонським і пером став його онук Олександр.